# 弗拉基米爾·德林費爾德
弗拉基米爾·格爾紹諾維奇·德林費爾德（1954年2月4日—），烏克蘭數學家。
1986年，柏克萊國際數學家大會一席開創性演講中，德林費爾德在霍普夫代數的基礎上引進量子群 (單李代數的量子形變(quantum deformation))一概念，並連係其到楊—巴克斯特方程(Yang-Baxter equation)（統計力學模型可解的必要條件）的研究。他又推廣霍普夫代數成 半霍普夫代數, 引進了德林費爾德模一概念，其應用包括分解對應於半三角霍普夫代數之楊-巴克斯特方程解的 R矩陣。
德林費爾德亦以數論、代數幾何、表示理論及其它領域上的工作為人所知，尤其是幾何化郎蘭茲綱領：他證明了有限域上的代數曲線函數域上關於GL2的郎蘭茲猜想。 這是首個整體域上郎蘭茲猜想的非交換例子。

## 曾獲獎項
1969年德林費爾德以15之齡在國際數學奧林匹克代表蘇聯贏取了一枚金牌，以後他進入大學。
1990年德林費爾德獲得了一枚費爾茲獎牌。目前他是芝加哥大學Harry Pratt Judson 傑出服務教授。

## 備注
1. ↑  按烏克蘭語名譯沃洛迪米爾·赫爾紹諾維奇·德林費爾德

## 外部鏈接
- MacTutor档案中的传记 （页面存档备份，存于）
- Manin 的報告
- 芝加哥大學幾何化郎蘭茲綱領研討會 （页面存档备份，存于）
- 西北大學郎蘭茲綱領頁